# Zwey ewige Juden und Keiner
Zwey ewige Juden und Keiner, ursprünglich Zwey ewige Juden für Einen, ist eine Burleske in zwei Acten von Johann Nestroy aus dem Jahre 1846. Sie hatte am 4. August 1846 an zwei Orten gleichzeitig Premiere, nämlich am Theater in der Leopoldstadt in Wien und am Königlich Städtischen Theater in Pest, hier als Benefizvorstellung für den Autor.
Diese doppelte Uraufführung entstand, weil Direktor Carl Carl von Nestroy ein neues Stück verlangte, das während dessen Sommer-Gastspielreise aufgeführt werden könne. Carl inszenierte es in Wien unter dem Titel Der fliegende Holländer zu Fusse, gleichzeitig verwendete Nestroy das Werk unter dem Originaltitel bei seinem letzten Auftritt in Pest.

## Inhalt
Im Wirtshaus erkennt Wandling Kranz als Bekannten aus Amerika, der ihm dort das Leben gerettet hatte, weshalb Wandling verspricht, ihm aus Dankbarkeit jährlich 3.000 Gulden zu schenken. Als er jedoch Kranz’ Namen erfährt, zieht er seine Zusage zurück, ohne zu erklären, warum. Wandling liest stets seine Notizen durch, wenn er eine neue Person kennenlernt. Wilhelm verliebte sich vor einiger Zeit in eine unbekannte junge Dame. Da Kranz die Wirtshausrechnung nicht begleichen kann, bietet Mummler den beiden Malern zwei Rollen an; Kranz soll den ewigen Juden spielen. Wilhelm erkennt in Pauline seine Angebetete und will nicht vor ihren Augen auf die Bühne. Erst als er glaubt, sie reise ab, ist er bereit. Der abergläubische Holper hält Kranz tatsächlich für den ewigen Juden. Vor seinem Auftritt sieht Wilhelm Pauline doch im Publikum sitzen und ergreift die Flucht, gefolgt vom kostümierten Kranz. Holper sieht Kranz im Gewitter davonlaufen und ruft:
„Da schaun S’ hin, dort lauft auch der ewige Jud!“ (I. Act, 44ste Scene)
Alle Personen haben einen mysteriösen Brief erhalten: „Aufschlüsse von großer Wichtigkeit erwarten Sie am Ersten künftigen Monaths in der Stadt No. 77.“ Zu Auerhahn aufs Schloss sollen Paulines Bräutigam und ein neuer Rechnungsführer kommen. Bei diesem handelt es sich um Wilhelm, und Wandling verspricht, ihm zu seiner Braut zu verhelfen. Der richtige Bräutigam ist Distelbrand, Wilhelm fordert ihn zu einem Duell, das er ohne zu schießen gewinnt. Nun verlangt er als Dank, dass Distelbrand mit ihm die Identität tausche. Pauline wundert sich, dass Wilhelm, den sie nun unter dem Namen „Distelbrand“ kennenlernt, nicht schon früher erwähnte, der ihr bestimmte Bräutigam zu sein. In einem gefälschten Schreiben droht eine Ex-Geliebte Distelbrands, wegen seiner Untreue das Schloss in Brand zu stecken. Kranz verscheucht die angebliche Attentäterin – in Wahrheit Mummlers verkleidete Tochter Rosamunde:
„Halt, Mordbrennerin! Das soll dir nicht gelingen!“ (II. Act, 20ste Scene)
Bei einem Kutschenunfall sind unter den betroffenen Passagieren auch Klipp und Busch, die ebenfalls den geheimnisvollen Brief erhalten hatten. In Anwesenheit aller Betroffenen löst Wandling das Geheimnis: Die Mütter von Auerhahn, Distelbrand, Kranz, Busch, Klipp, Holper und Mummler waren Schwestern, deren Onkel als Millionär in Ostindien starb. Derjenige Nachfahre, der völlig mittellos sei, solle das gesamte Vermögen von drei Millionen Gulden erben, alle übrigen Erben gehen leer aus. Dank Wandlings Eingreifen ist Kranz der Glückliche. Dieser schenkt Wilhelm die Hälfte des Vermögens, so dass der um Pauline freien kann.
Mummler spielt die Rolle des ewigen Juden mittlerweile selber und meint zu Kranz:
„Zwey ewige Juden sind da, wir theilen die Roll’.“ (II. Act, 30ste Scene)

## Werksgeschichte
Ursprünglich wurde angenommen, Nestroys Vorlage sei der Roman Le Juif errant (Der ewige Jude) von Eugène Sue gewesen, tatsächlich war dieser Roman Vorbild für die Comédie-vaudeville Le Nouveau Juif errant (Der neue ewige Jude) von Antoine-François Varner (1789–1854). Erst dieses Vaudeville diente Nestroy als Quelle für seine Burleske. Auf einem Titelblatt hatte Nestroy den handschriftlichen Vermerk angebracht: „die Handlung ist theilweise Varners „____“ nachgebildet, 1846“ (in die Lücke wollte er offenbar später den französischen Originaltitel einsetzen). Im ersten Akt liest die Kolportage-vernarrte Kellnerin Babett allerdings tatsächlich Sues Roman, vermutlich einer der Gründe für die Falschzuordnung der Quelle.
Aus der Vorlage hat Nestroy alle Figuren übernommen, bis auf eine Ausnahme – aus Oscar Durand, einem jungen Arzt, schuf er zwei Personen, den alten Maler Kranz und seinen Neffen Wilhelm, der eine als glücklicher Erbe, der andere als erfolgreicher Liebhaber. Alle Personennamen hatte Nestroy allerdings wie stets eingedeutscht, einige ironische Wortschöpfungen sind ebenfalls neu (wie die „Aberglaubologie“ von Holper). Zwischen den beiden Aufführungen in Wien und Pest gab es nur unwesentliche, zensurbedingte Unterschiede, da die Zensur in Ungarn vergleichsweise wesentlich liberaler gehandhabt wurde.
Besonders in diesem Stück kommen eine sehr große Anzahl von Anspielungen auf den zeitgenössischen Theaterbetrieb vor, so beruhigt Mummler den aufgeregten Wilhelm:
Mummler: „Was fehlt ihnen zum Theater?“
Wilhelm: „Vor allem das Talent.“
Mummler: „Meine Schauspieler haben keiner ein Talent, und spielen doch Alles.“ (I. Act, 22ste Scene)
Auch die unsichere Vertragslage der Schauspieler stellt Nestroy in einem Satz Mummlers bloß:
„’s Wort gilt bey mir so viel als ein Theater Contract, denn man halt’t ihn auch nur. so lang man will!“(I. Act, 22ste Scene)
Und der vorerst dem Neuling gegenüber unwillige Regisseur wird sofort hilfsbereit, als ihm Wilhelm einen Teil seiner Gage anbietet.
Direktor Carl hatte Nestroy gleichzeitig den Urlaub bewilligt und ein neues Stück für seine Abwesenheit eingefordert:
„Sie, lieber Nestroy, will ich wohl für einige Wochen entbehren – aber ihren Geist muss ich hier behalten, den brauche ich nothwendig.“
In Wien wurde Der fliegende Holländer zu Fusse insgesamt sechsmal aufgeführt (am 4., 5., 6., 8., 9. und 11. August), in Pest blieb es bei der einen Vorstellung vom 4. August.
Den Maler Kranz spielte in Wien Direktor Carl selbst, Wenzel Scholz gab den Theater-Prinzipal Mummler, Alois Grois den Millionär Wandling, Ignaz Stahl den Regisseur; in Pest spielte Johann Nestroy den Kranz, Karl Mathias Rott den Mummler. In Prag wurde das Stück am 21. Oktober 1847 ohne Nestroys Mitwirken gespielt, weitere Aufführungen sind nicht bekannt.
Das Originalmanuskript Nestroys ist bis auf das erwähnte Titelblatt verschollen; lediglich ein eigenhändiges handgeschriebenes Szenar existiert noch. Die eigenhändige Partitur von Adolf Müller unter dem Titel Der fliegende Holländer zu Fusse wird in der Musiksammlung der Wienbibliothek im Rathaus aufbewahrt. Sie enthält das Lied aus dem I. Act, 34ste Scene sowie das Duett aus dem II. Act, 10te Scene, jeweils mit dem Text der ersten Strophe.

## Zeitgenössische Rezeption
In Pest kanzelte die Zeitschrift Der Ungar am 6. August 1846 (Nr. 183, S. 1560 f.) das Stück als totalen Durchfall ab und bezeichnete es als „das Ungereimtkomische, formlos und inkonsequent“.
Die in Pest und Ofen erscheinende Zeitschrift Der Spiegel war etwas freundlicher und schrieb am 8. August (Nr. 63, Spalte 1004 f.):
„Die Burleske ist recht geschikt gearbeitet – ganz ohne Zoten. […] Gespielt wurde ausgezeichnet von Seiten der HH. Nestroy (Kranz), Berg (V. Auerhahn) und Hopp (Wandling). Hr, Rott war unübertrefflich in seiner drastischen Liebenswürdigkeit.“
Auch in der Pester Zeitung vom 6. August (Nr. 283, S. 1512) wurde Nestroy verteidigt, die Komik des Werkes betont und gefragt: „Was will man mehr von einer Burleske?“
In Wien befasste sich Der Wanderer am 5. August (Nr. 186, S. 739–740) mit der Abwesenheit Nestroys bei der Premiere und wie es zu einer Aufführung seines Stückes ohne ihn gekommen war.
In der Wiener Zeitschrift für Kunst, Literatur, Theater und Mode war am 6. August (Nr. 156, S. 623) eine negative Kritik zu lesen, mit den Worten: „Ist dies matte, saft-, kraft- und sogar witzlose Produkt denn wirklich von Nestroy?“ Der Rezensent kannte damals die Vorlage offenbar noch nicht und auf dem Theaterzettel war kein Vermerk zu finden. Direktor Carls Schauspielerkunst wurde allerdings gelobt, er allein habe durch seine lebendige Darstellung das Stück gerettet.
Auch der österreichische Kurier vom 6. August (Nr. 187, S. 747) würdigte mehr Carls Leistung und behauptete, diese Rolle wäre ohnehin mehr auf ihn, als auf Nestroy selbst zugeschnitten. Hier wurde allerdings bereits als Quelle ein französisches Vaudeville erwähnt. Zur selben Ansicht kamen zwei Kritiken im Humorist des Nestroy nicht wohlgesinnten Moritz Gottlieb Saphir. Ausschließlich hier wurde ein sonst ungenannter Untertitel des Werkes erwähnt, nämlich Zwei ewige Juden und keiner, oder Die beiden Ahasverusse.